# Jorthy Mokio
Jorthy Mokio, né le 29 février 2008 à Gand en Belgique, est un footballeur international belge qui joue au poste de milieu de terrain à l'Ajax Amsterdam.

## Biographie

### En club
Jorthy Mokio commence sa formation footballistique au KFC Merelbeke (nl) en 2017, avant de rejoindre l'académie de jeunes du KAA La Gantoise en 2021. Le 29 mars 2024, il fait ses débuts professionnels avec l'équipe première du club face au Standard de Liège en Division 1A (victoire, 5-1).
En juin 2024, Mokio signe un contrat avec l'Ajax Amsterdam et intègre initialement l'équipe réserve du Jong Ajax.  Le 24 octobre 2024, il fait ses débuts en équipe première et, qui plus est, sur la scène européenne en Ligue Europa face au Qarabağ FK (victoire, 0-3). Il dispute sa première rencontre en Eredivisie le 9 février 2025, en tant que titulaire, lors d'un match contre le Fortuna Sittard (victoire, 0-2), devenant ainsi le deuxième plus jeune joueur à débuter un match de championnat pour l'Ajax à l'âge de 16 ans et 346 jours. Il inscrit son premier but pour le club amstellodamois quatre jours plus tard, en barrages de la Ligue Europa face à l'Union Saint-Gilloise, le 13 février 2025, en doublant la mise à la 71e minute (victoire, 0-2).

### En sélections nationales
D'origine kino-congolaise, Jorthy Mokio représente la Belgique en catégories junior. Il compte des sélections avec les équipes des moins de 15 ans, moins de 16 ans, moins de 17 ans, moins de 19 ans et avec les espoirs. Le 10 septembre 2024, il marque lors de sa première apparition avec les U21 belges face au Kazakhstan, scellant le score dans les arrêts de jeu (victoire, 0-3),.
Le 14 mars 2025, il est appelé par Rudi Garcia en équipe de Belgique pour les barrages de promotion-relégation de la Ligue des nations contre l'Ukraine, un an après ses débuts professionnels en club,. C'est dans les dernières minutes du match aller qu'il rentre en jeu et fête sa première apparition, malgré la défaite (1-3), devenant ainsi le cinquième plus jeune Diable Rouge de l'histoire.

## Style de jeu
Jorthy Mokio est reconnu pour sa polyvalence, évoluant principalement en tant que milieu défensif mais également disponible en défense centrale. Il se distingue par sa capacité à lire le jeu, son anticipation et sa solidité dans les duels. Son aisance technique et sa vision lui permettent de participer efficacement à la construction du jeu depuis l'arrière.

## Statistiques

### En club
| Saison                | Club                  | Championnat           | Championnat | Championnat | Championnat | Coupe(s) nationale(s) | Coupe(s) nationale(s) | Coupe(s) nationale(s) | Compétition(s) continentale(s) | Compétition(s) continentale(s) | Compétition(s) continentale(s) | Compétition(s) continentale(s) | Autres compétitions | Autres compétitions | Autres compétitions | Autres compétitions | Total | Total | Total |
| Saison                | Club                  | Division              | M.          | B.          | P.d.        | M.                    | B.                    | P.d.                  | Comp.                          | M.                             | B.                             | P.d.                           | Comp.               | M.                  | B.                  | P.d.                | M.    | B.    | P.d.  |
| 2023-2024             | Jong KAA Gent         | Nationale 1           | 1           | 0           | 0           | -                     | -                     | -                     | -                              | -                              | -                              | -                              | -                   | -                   | -                   | -                   | 1     | 0     | 0     |
| 2023-2024             | KAA La Gantoise       | Division 1A           | 0           | 0           | 0           | -                     | -                     | -                     | -                              | -                              | -                              | -                              | PO2                 | 4                   | 0                   | 0                   | 4     | 0     | 0     |
| 2024-2025             | Jong Ajax             | Eerste Divisie        | 17          | 2           | 0           | -                     | -                     | -                     | -                              | -                              | -                              | -                              | -                   | -                   | -                   | -                   | 17    | 2     | 0     |
| 2024-2025             | Ajax Amsterdam        | Eredivisie            | 11          | 1           | 0           | 0                     | 0                     | 0                     | C3                             | 7                              | 1                              | 0                              | -                   | -                   | -                   | -                   | 18    | 2     | 0     |
| 2025-2026             | Ajax Amsterdam        | Eredivisie            | 2           | 0           | 0           | -                     | -                     | -                     | C1                             | -                              | -                              | -                              | -                   | -                   | -                   | -                   | 2     | 0     | 0     |
| Sous-total            | Sous-total            | Sous-total            | 13          | 1           | 0           | 0                     | 0                     | 0                     | -                              | 7                              | 1                              | 0                              | -                   | -                   | -                   | -                   | 20    | 2     | 0     |
| Total sur la carrière | Total sur la carrière | Total sur la carrière | 31          | 3           | 0           | 0                     | 0                     | 0                     | -                              | 7                              | 1                              | 0                              | -                   | 4                   | 0                   | 0                   | 42    | 4     | 0     |

### En sélections nationales
| Saison                | Sélection             | Phases finales        | Phases finales | Phases finales | Phases finales | Éliminatoires CDM | Éliminatoires CDM | Éliminatoires CDM | Éliminatoires EURO | Éliminatoires EURO | Éliminatoires EURO | Ligue des Nations | Ligue des Nations | Ligue des Nations | Matchs amicaux | Matchs amicaux | Matchs amicaux | Total | Total | Total |
| Saison                | Sélection             | Compétition           | M              | B              | Pd             | M                 | B                 | Pd                | M                  | B                  | Pd                 | M                 | B                 | Pd                | M              | B              | Pd             | M     | B     | Pd    |
| --------------------- | --------------------- | --------------------- | -------------- | -------------- | -------------- | ----------------- | ----------------- | ----------------- | ------------------ | ------------------ | ------------------ | ----------------- | ----------------- | ----------------- | -------------- | -------------- | -------------- | ----- | ----- | ----- |
| 2024-2025             | Belgique              | -                     | -              | -              | -              | -                 | -                 | -                 | -                  | -                  | -                  | 1                 | 0                 | 0                 | -              | -              | -              | 1     | 0     | 0     |
| Total sur la carrière | Total sur la carrière | Total sur la carrière | -              | -              | -              | -                 | -                 | -                 | -                  | -                  | -                  | 1                 | 0                 | 0                 | -              | -              | -              | 1     | 0     | 0     |

### Matchs internationaux
| Matchs internationaux de Jorthy Mokio, | Matchs internationaux de Jorthy Mokio, | Matchs internationaux de Jorthy Mokio,        | Matchs internationaux de Jorthy Mokio, | Matchs internationaux de Jorthy Mokio, | Matchs internationaux de Jorthy Mokio, | Matchs internationaux de Jorthy Mokio, | Matchs internationaux de Jorthy Mokio,                             |
| #                                      | Date                                   | Lieu                                          | Adversaire                             | Résultat                               | Compétition                            | Club                                   | Notes                                                              |
| -------------------------------------- | -------------------------------------- | --------------------------------------------- | -------------------------------------- | -------------------------------------- | -------------------------------------- | -------------------------------------- | ------------------------------------------------------------------ |
| 1                                      | 20 mars 2025                           | Stade Enrique-Roca de Murcie, Murcie, Espagne | Ukraine                                | D 1 - 3                                | Ligue des nations 2024-2025            | Ajax Amsterdam                         | Entre en jeu à la place de Maxim De Cuyper à la 88e minute de jeu. |